# Нина (филм из 2012)
Нина (свједочанство о покољу у Дракулићу, Шарговцу, Мотикама и руднику Раковац) је српски документарни филм из 2012. Филм садржи свједочења особа које су преживјеле усташки покољ 7. фебруара 1941. године у бањалучким селима Дракулић, Шарговац, Мотике и руднику Раковац. Филм садржи дијелове документарног филм Шпире Боцарића и архивски материјал РТРС. Режирала га је Мира Лолић Мочевић. У филму цитате чита Милан Хајдуковић, а своју пјесму „Нек пада снијег Господе“ говори Рајко Петров Ного.

## Признања
- Главна награда за историографију на 7. фестивалу документарног филма „Златна буклија“ у Великој Плани од 24. до 27. априла 2012.[4]